# UFC Fight Night: Shogun vs. Smith
UFC Fight Night: Shogun vs. Smith (også kendt som UFC Fight Night 134) er et kommende MMA-stævne, produceret af Ultimate Fighting Championship, der afholdes den 22. juli 2018 i Barclaycard Arena i Hamburg i Tyskland.
I hovedkampen møder brasilianske Maurício Rua, amerikanske Anthony Smith i en letsværvægtskamp.
Danske Damir Hadzovic møder tyske Nick Hein i en fjervægtskamp.
Norske Emil Weber Meek, møder polske Bartosz Fabinski.

## Baggrund
Stævnet vil blive det andet som selskabet har afviklet i Hamborg, efterfulgt af UFC Fight Night: Arlovski vs. Barnett i september 2016.

## Annoncerede kampe
- Bantamvægtskamp: Manny Bermudez vs. Davey Grant
- Fjervægtskamp: Nad Narimani vs. Khalid Taha

## International tv-transmittering
| Land    | Tv-kanal         |
| ------- | ---------------- |
| Denmark | Viaplay Fighting |
| Norway  | Viaplay Fighting |
| Sweden  | Viaplay Fighting |